# مجزرة بيت لاهيا (19 أكتوبر 2024)
مجزرة بيت لاهيا هي مجزرة ارتكبتها طائرات الاحتلال الإسرائيلي صباح يوم السبت بتاريخ 19 أكتوبر 2024، حيث شنت غارات عنيفة على مشروع بيت لاهيا في شمال غزة، مما أسفر عن استشهاد 73 شخصاً على الأقل وجرح العشرات مع وجود العديد من المفقودين بسبب احتجازهم تحت الأنقاض، ضربت الغارات الجوية الإسرائيلية وقذائف المدفعية العديد من المباني في كتل سكنية مكتظة بالسكان المحليين والنازحين، وخاصة في المناطق الغربية من المدينة.

## المجزرة
في مساء يوم 19 أكتوبر 2024، شنت الطائرات الحربية الإسرائيلية عدة غارات استهدفت بحزام ناري مربعا سكنيًا في منطقة مشروع بيت لاهيا شمال قطاع غزة، يضم عائلات الشريف والدريوي وعبيد والهندي والكحلوت حسب ما أكده الدفاع المدني الفلسطيني، وأوضح الناطق باسم الدفاع المدني في غزة محمود بصل أن قوات الاحتلال في مشروع بيت لاهيا مما أسفر عن 73 شهيدا وعشرات الجرحى والمفقودين، وقال مدير المستشفى الإندونيسي بمدينة بيت لاهيا مروان السلطان أن نحو 73 جثمان شهيد وعدد كبير من الجرحى وصلوا للمستشفى جراء القصف الإسرائيلي على مشروع بيت لاهيا وأن معظم المستهدفين من الأطفال و النساء.

## ردود الفعل
- إسرائيل: زعم الجيش الإسرائيلي بأن أعداد الضحايا التي أعلنها مكتب الإعلام الحكومي في غزة مبالغ فيها بشكل عام، وأن عدد القتلى المبلغ عنه لا يتوافق مع «المعلومات الإسرائيلية حول الضربة» والتي صرح بأنها كانت تهدف إلى توجيه ضربة دقيقة ضد هدف لحماس،[7] كما برر جيش الاحتلال الإسرائيلي مسار عمله من خلال وصف المنطقة المستهدفة بأنها جزء من "منطقة حرب نشطة".[8]
- حركة حماس: أدانت حماس المجزرة وقالت «إن الصمت العربي والعجز الدولي شجع العدو الصهيوني (الفاشي المجرم) على ارتكاب المزيد من الجرائم والمجازر لإفراغ شمال القطاع من سكانه، وأن العدو الصهيوني يسابق الزمن في مجازره وفظائعه التي يرتكبها على مدار الساعة بحق شعبنا الفلسطيني في قطاع غزة، وآخرها القصف الهمجي والعشوائي الليلة وارتكابه مجزرة وحشية استهدفت مربعاً سكنياً مكتظاً بالسكان والنازحين الآمنين في منطقة مشروع بيت لاهيا شمالي قطاع غزة ما أدى في حصيلةٍ أولية لارتقاء عشرات الشهداء والجرحى»، ودعت الدول العربية والإسلامية والأمم المتحدة وكل الجهات الدولية المعنية «للتحرك الفاعل لوقف هذه المحرقة التي يرتكبها “النازيون الجدد" والتي سيكون لها تداعيات كبيرة على أمن المنطقة وسلمها».[9]
- دولة فلسطين: أدانت وزارة الخارجية والمغتربين الفلسطينية المجزرة وقالت إن «الفشل الدولي في وقف حرب الإبادة والتهجير ضد شعبنا بات غطاء تستغله حكومة الاحتلال الإسرائيلي، لتنفيذ المزيد من الجرائم والابادة لشعبنا كما هو واضح في شمال قطاع غزة» وأضافت أن «الاحتلال ينفذ الإبادة الجماعية بأوضح صورة على سمع وبصر العالم من حصار وتجويع وتهجير وتدمير ونسف للمباني وقصف بالطيران واستهداف لجميع المراكز الصحية وارتكاب المجازر، ويجبر المواطنين في الشمال على النزوح تحت القصف أو القتل الفردي والجماعي».[10]